# Spodnje Duplje
Spodnje Duplje – słoweńska miejscowość przynależna do gminie Naklo w Krainie.
Wysokość bezwzględna miejscowości Spodnje Duplje to 444 metry. Liczba ludności wynosi 485. Kod pocztowy to 4203.